# Кайхуде
Кайхуде (нем. Kayhude) — община в Германии, в земле Шлезвиг-Гольштейн. 
Входит в состав района Зегеберг. Подчиняется управлению Ицштедт.  Население составляет 1116 человек (на 31 декабря 2010 года). Занимает площадь 5,25 км².